# ゴールドライン (バンコク)
ゴールドラインは、タイで初めて導入された無人運転による案内軌条式輸送システム、日本で言うところの新交通システム路線である。運営会社はスカイトレイン(BTS)の運営に携わるBTSC。

## 概要
クローンサーン区役所、および2018年にオープンした大規模商業施設・アイコンサイアムがあるチャオプラヤー川沿岸部一帯のアクセス向上を目的としてバンコク都(BMA)が建設した。2020年10月運行開始が予定されていたが数か月延期され、
同年12月16日に公開試験運行が開始された。運賃徴収を伴う正式な営業運転は翌2021年1月16日より開始した。
2022年現在の総延長は1.72 kmと僅かではあるが、■パープルラインの延伸を前提とした約1 kmの延長が予定されている。
- 2020年
  - 06月18日 - 第1編成が到着[4]
  - 09月11日 - 走行試験実施[5]
  - 12月16日 - 無料運行開始[1]
- 2021年 1月16日 - 営業運転開始[1]

## 路線
BTSシーロム線のクルン・トンブリー駅よりアイコンサイアム最寄駅であるチャルンナコーン駅を経てクローンサーン駅に至る約1.8 kｍを、所要時間6分で結ぶ。
なお、クローンサーン駅には■ダークレッドラインの延伸計画における新駅設置が計画されている。

## 駅一覧
| 駅番号 | 駅名                 | タイ語駅名 | 駅間キロ | 累計キロ | 接続路線・備考                | 所在地           |
| ------ | -------------------- | ---------- | -------- | -------- | ----------------------------- | ---------------- |
|        |                      |            |          |          |                               |                  |
| G1     | クルン・トンブリー駅 | กรุงธนบุรี    |          | 0.0      | ■シーロム線(S7)               | クローンサーン区 |
| G2     | チャルンナコーン駅   | เจริญนคร    |          |          |                               | クローンサーン区 |
| G3     | クローンサーン駅     | คลองสาน    |          | 1.72     | ■ダークレッドライン（計画中） | クローンサーン区 |
| G4     | プラジャヒポック駅   | ประชาธิปก   |          | 2.68     | ■パープルライン（計画中）     | クローンサーン区 |
|        |                      |            |          |          |                               |                  |

## 延伸計画
約1 kmの延伸計画があることは前に述べたが、さらにブルーラインのイサラパープ駅まで延伸する計画、また
現在の起点であるクルン・トンブリー駅から南方に延伸する計画が存在することが明らかになっている。